# Некрасовка (Шиловский район)
Некрасовка — деревня в Шиловском районе Рязанской области в составе Аделинского сельского поселения.

## Географическое положение
Деревня Некрасовка расположена на Окско-Донской равнине в 26 км к северо-востоку от пгт Шилово. Расстояние от деревни до районного центра Шилово по автодороге — 33 км.
К северу от деревни расположен овраг Веселов, к западу — большой лесной массив с урочищами Матренин Лес, Соколов Лес, Федино Болото; к юго-западу — Болото Дурничное. Ближайшие населенные пункты — деревни Смирновка, Крыловка и Ореховка.

## Население
По данным переписи населения 2010 г. в деревне Некрасовка постоянно проживают 4 чел.

## Происхождение названия
Существующая версия, что населенный пункт получил своё наименование по имени землевладельца Некрасова, вряд ли может быть признана верной, так как его возникновение относится к концу 1920-х гг. В действительности деревня получила своё название в честь русского поэта Н. А. Некрасова.

## История
Деревня Некрасовка была образована в августе 1929 г. как выселки крестьян из близлежащего села Инякино. В деревне был создан свой колхоз, кирпичный завод, магазин, детские ясли. В 1960 г. в результате укрупнения сельскохозяйственных предприятий колхоз был присоединен к совхозу имени А.И. Микояна (село Аделино).

## Транспорт
На восточной окраине деревни Некрасовка находится остановочный пункт «Некрасовка» железнодорожной линии «Шилово — Касимов» Московской железной дороги.